# Skärgårdsslaget vid Sandöström
Skärgårdsslaget vid Sandöström var ett sjöslag under finska kriget 1808–1809.

## Bakgrund
När sjökriget pågick i den Åbo-Åländska skärgården anlände ryska förstärkningar till Åbo. Det blev ett prioriterat mål för svenskarna att försöka hindra dessa förstärkningar från att nå den ryska sjöstyrkan som redan slogs i skärgården och därmed ge ryssarna övertaget i området. En rysk kontroll över kusten skulle innebära att ryssarna kunde sända stora delar av de trupper de nu höll i södra Finland för att hindra landstigningsförsök norrut för att förstärka offensiven där. Svenskarna hade ett starkt förband vid Sandöström, där man tänkte föra ett avgörande slag. Redan den 21 juli utkämpades ett mindre slag vid Kimitosundet när svenskarna förberedde sina försvarsverk, och man hade tvingats dra sig tillbaka och innehade nu endast ett smalt försvarsområde i Sandöström mellan de båda ryska flottorna. Ytterligare ett problem var att ryssarna kontrollerade området med marktrupper, och man hade stationerat 1.000 man jägartrupper på vardera sidan om sundet och byggt upp fem kanonbatterier där, riktade mot den svenska flottan.

## Slaget
Klocka 3 på morgonen anföll den ryska flottan med en enhet om 11 kanonslupar och 44 kanonjollar. Sundet försvarades av överstelöjtnant Önnert Jönsson med 22 kanonslupar. På Rövarholmen mitt i den svenska linjen hade ett batteri med 4 kanoner och 60 jägarsoldater förlades till Sandön. till en början försökte ryssarna formera en linje i den smalaste delen av sundet, men tvingades på grund av korseld från de svenska kanonsluparna att bryta sina linjer, men de svenska fartygen besköts samtidigt hårt från landbatterierna, och i skydd av Kimitolandet, det de svenska öppna fartygen på grund av beskjutning från jägarsoldater inte tordes röra sig lyckades ryssarna tränga fram med flera jollar, vilka kringgick svenskarnas högra flygel och genom beskjutning av de svenska fartygen tvingade dem att svänga sin försvarslinje, vilket gav möjlighet till de ryska fartygen att breda ut sig. Ryssarnas eldgivning blev nu överlägsen och svenskarna tvingades nu att slå till reträtt. Befälhavaren Önnert Jönsson hade under striden blivit dödligt sårad, så befälet för reträtten kom att ledas av major Paul Adolf Sölfverarm. Batteriet på Rövareholmen togs med storm av besättningarna på de ryska kanonsluparna och jägarna som landsatts på Sandön drevs därifrån av de ryska jägarna där. Sölfverarm drog sig långsamt tillbaka tills han klockan 9 fick undsättning av Claes Hjelmstjerna med 6 galärer och 9 kanonslupar som anföll ryssarna. Ryssarna tordes inte ge sig längre ut än att de skyddades av sina landbatterier, men Hjelmsterna tordes å sin sida inte anfalla dem så länge de hade skydd av dessa. I stället försökte han skydda Sölfverarms reträtt och hindra att någon av sluparna föll i ryssarnas händer, många hade förlorat större delen av sina roddare.
Den svenska arméledningen hade efter mycken tvekan kort före striden äntligen insett behovet av landstrupper till stöd för Skärgårdsflottans operationer. I hemlighet hade 856 man Upplands lantvärn, 36 man finskt vargeringsmanskap med 74 man underbefäl från de pommerska regementena sänts från Åland på skutor att landsättas på Kimito. Styrkan kommenderades av överste Axel af Palén Trupperna var huvudsakligen helt otränade och dåligt utrustade. Då man landsteg vid Skogvik på Kimitoön pågick striderna som häftigast men innan man hunnit organisera sig fick man besked om att svenska trupperna redan höll på att dra sig tillbaka. Man fick dock besked om att Buxhoevden tillsammans med generalerna Bagration och Suchtelen med flera infunnit sig från Åbo för att själva övervaka striden. De befann sig nu på Västankärrs herrgård för att fira segern med endast 50 mans skydd, och man beslutade att försöka tillfångata dem.
Man omringade byggnaden men just som man skulle rycka fram blev de upptäckta av ryssarna, som snabbt barrikaderade sig och började beskjuta de svenska trupperna. Lantvärnsmännen som aldrig deltagit i strid blev ställda inför situationen och när de ryska trupperna märkte svenskarnas tveksamhet beslutade de sig för att våga på ett djärvt utfall. Under ledning av Buxhoevden slog man sig igenom lantvärnsmännens led och trängde ned till sina båtar. De odisciplinerade svenska trupperna började i stället för att ta upp förföljelsen att plundra herrgården. Den svenska landstigningsstyrkan blev snart anfallen av en större rysk truppenhet. Under befäl av major Magnus Björnstjerna, som övertagit befälet sedan Axel af Palén sårats i striden lyckades de dock slå sig ned till stranden efter förlust av 74 man och började inskeppa sig. På grund av oordning i samband med inskeppningen sedan båtarna börjat beskjutas av ryska kanoner gick dock två av skutorna på grund, och det svenska artilleriet och 144 man ur lantvärnet fick ge sig fångna. De övriga kom undan och kunde återvända till Åland.

## Följder
Då Hjelmstjerna nu inte längre kunde hindra flottornas förening seglade han morgonen 3 augusti från Holmon till Korpoström där de mindre avdelningarna av skärgårdsflottan varifrån de fortsatte reträtten till Små Såttunga längre in i Åländska skärgården, dit man ankom 9 augusti, och varifrån de mest skadade kanonsluparna 12 augusti sändes till Lemland för att repareras. Nästa dag kunde den svenska kustflottan dra sig tillbaka i god ordning till Åland. Trots förlusten kunde svenskarna ännu hålla havet, tack vare de kombinerade svenska och brittiska högsjöflottornas aktiviteter. Den ryska baltiska flottan var tidvis blockerad i Baltischport i Estland. Efter Sandöström var de ryska styrkorna dock starkare i skärgården, eftersom de hade tillåtits gå samman och förstärka varandra.